# Tsar Asen (distrikt i Pazardzjik)
Tsar Asen (bulgariska: Цар Асен) är ett distrikt i Bulgarien.   Det ligger i kommunen Obsjtina Pazardzjik och regionen Pazardzjik, i den centrala delen av landet, 90 km öster om huvudstaden Sofia.
Trakten runt Tsar Asen består till största delen av jordbruksmark. Runt Tsar Asen är det ganska tätbefolkat, med 192 invånare per kvadratkilometer.